# فول سوداني
| link = | هذه المقالة يمكن توسيعها اعتمادا على الترجمة في ويكيبيديا الإنجليزية. اضغط [هنا] للتعليمات. - تُعدُّ الترجمةُ الآليةُ من كوكل بمثابةِ نقطةِ انطلاقٍ مُفيدةٍ للترجمات، ولكن يَجبُ على المُترجمينَ مُراجعةُ الأخطاءِ الّتي قد تُصاحبُ الترجمةَ حسبَ الضرورة، والتأكيد على دقةِ الترجمة، بدلاً من مجردِ نسخِ النصِّ المُترجمِ آلياً إلى ويكيبيديا. - لا تُترجمِ النصَّ الذي يبدو غيرَ موثوقٍ أو مُنخفضَ الجودة. تَحقِّقْ من النص بالتأكدِ من المَراجعِ الواردةِ في المقالةِ باللغةِ الأجنبية «إذا كان ذلك مُمكناً». - يجب إضافة قالب {{صفحة مترجمة}} بعد الترجمة إلى صفحة نقاش المقالة لضمان الامتثال لحقوق النشر. - لمزيد من الإرشاد، انظر ويكيبيديا:ترجمة مقالات إلى العربية. |

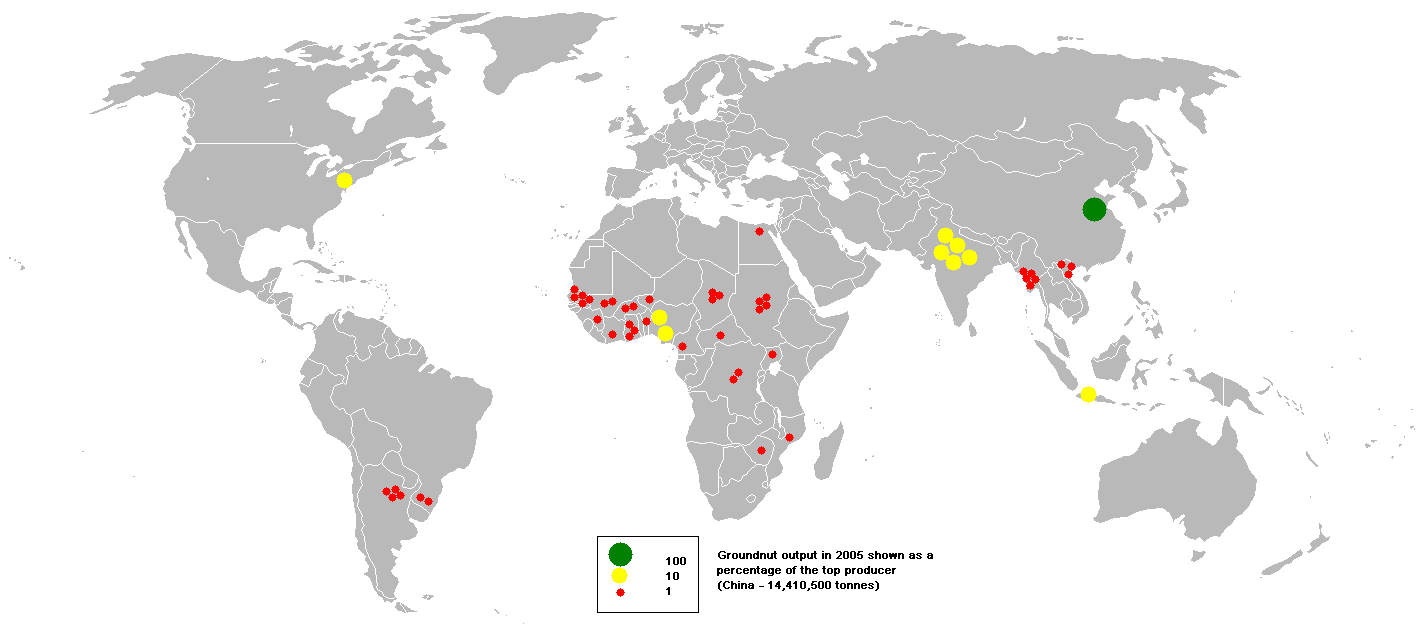
إنتاج الفول السوداني في العالم

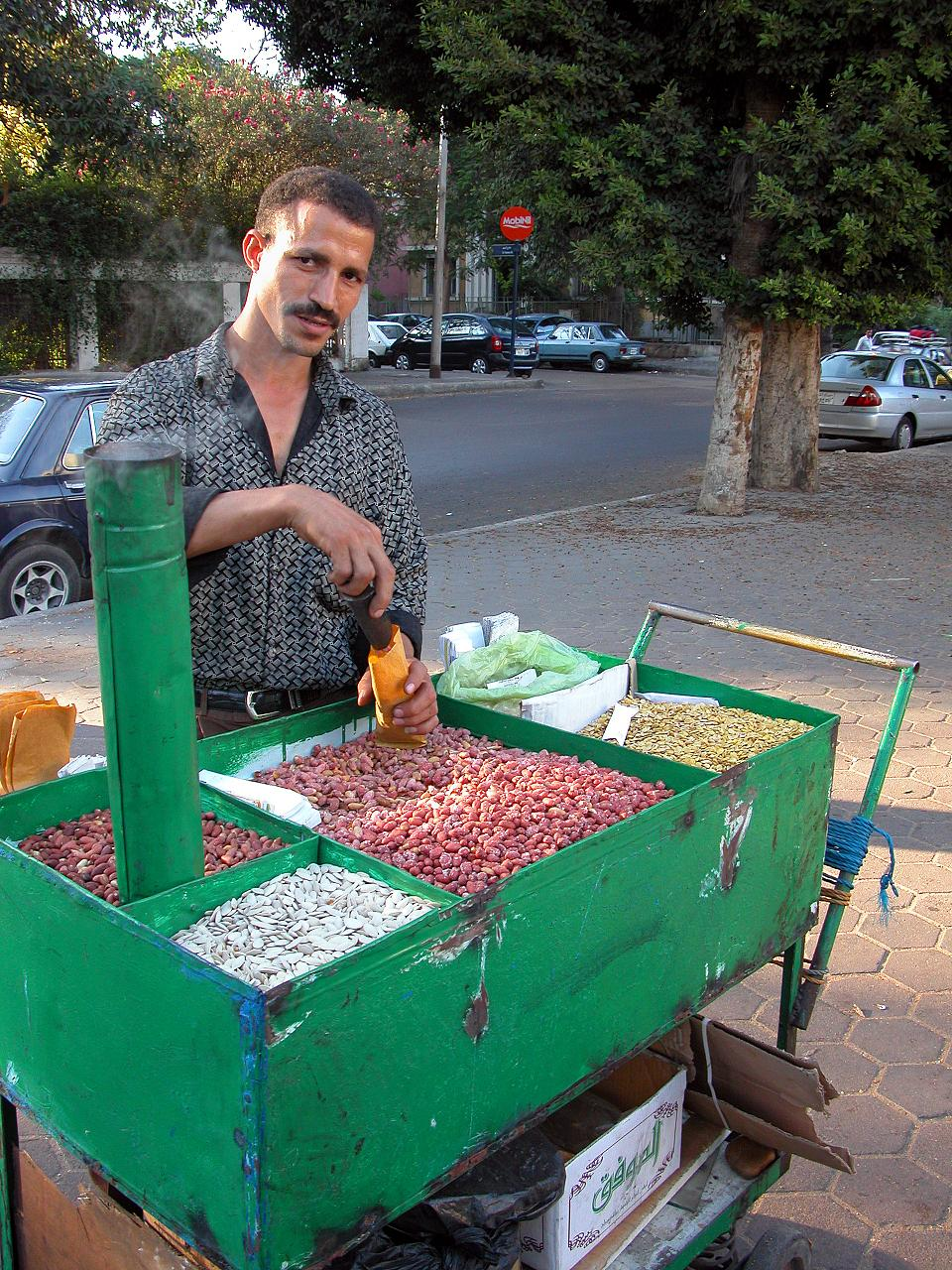
بائع فول سوداني في مصر

الْفُولِ السُّودَانِيِّ أو فُستُق العَبید أو كاكاوية أو فستق أبيض أو فستق الأرض (بالإنجليزية: Peanut) و(الاسم العلمي: Arachis hypogaea) هو نبات حولي من فصيلة البقليات، موطنه الأصلي المناطق الاستوائية من أميركا الجنوبية.

## التاريخ
أسمه الأصلي هو (فستق العبيد) تعتبر المنطقة الاستوائية بأمريكا الجنوبية موطنه الأصلي، ومنها نقله البرتغاليون إلى غرب أفريقيا في أوائل القرن السادس عشر الميلادي، ومنها إلى غرب أفريقيا والسودان، ومن أفريقيا إلى الولايات المتحدة في أواخر القرن الثامن عشر ميلادي، وانتشرت زراعته شرقاً فأصبح من المحاصيل الهامة بالصين والهند. ولم يدخل مصر إلا في أوائل القرن التاسع عشر من السودان، وعرف بالفول السوداني. أما في سوريا فأول منطقة زرعته منطقة بانياس عام 1922م ثم طرطوس وجبلة وحمص. ويعتبر أحد أكثر المكسرات شيوعًا لنوبات الحساسية الشديدة.
تم تأريخ أقدم بقايا أثرية معروفة من القرون بحوالي 7600 عام، وربما كانت من الأنواع البرية التي كانت في الزراعة، أو (A. hypogaea) في المرحلة المبكرة من التدجين. تم العثور عليها في بيرو، حيث تكون الظروف المناخية الجافة مواتية للحفاظ على المواد العضوية. من المؤكد تقريبًا أن زراعة الفول السوداني سبقت ذلك في مركز المنشأ حيث يكون المناخ أكثر رطوبة. صورت العديد من الثقافات ما قبل كولومبوس ، مثل موتشي، الفول السوداني في فنها.

## النبات
يتراوح ارتفاعه ما بين قدم واحد (حوالي 30 سنتيمتراً) وثلاثة أقدام (حوالي 90 سنتيمتراً) وهو ذو زهرات صغيرة صفراء، وسويقات تنحني نحو التربة بحيث تنضج قرناته المتطاولة (التي يشتمل كل منها على حبتين أو ثلاث) تحت الثرى.

## الإنتاج
تتصدر الصين منتجي الفول السوداني بنصيب 41.5% من الإنتاج العالمي الإجمالي، وتتبعها الهند (18.2%) والولايات المتحدة (6.8%).

## الاستخدام
الفول السوداني هو محصول زراعي شائع ومفيد للجسم، حيث يحتوي على بروتينات، دهون صحية، ألياف، فيتامينات ومعادن. يساعد الفول السوداني على تحسين صحة القلب، ويستخدم في العديد من الوصفات مثل السلطات والكعك والحلويات. إضافةً إلى أن زراعته تساهم في الاقتصاد وتوفير فرص العمل.

## معرض الصور

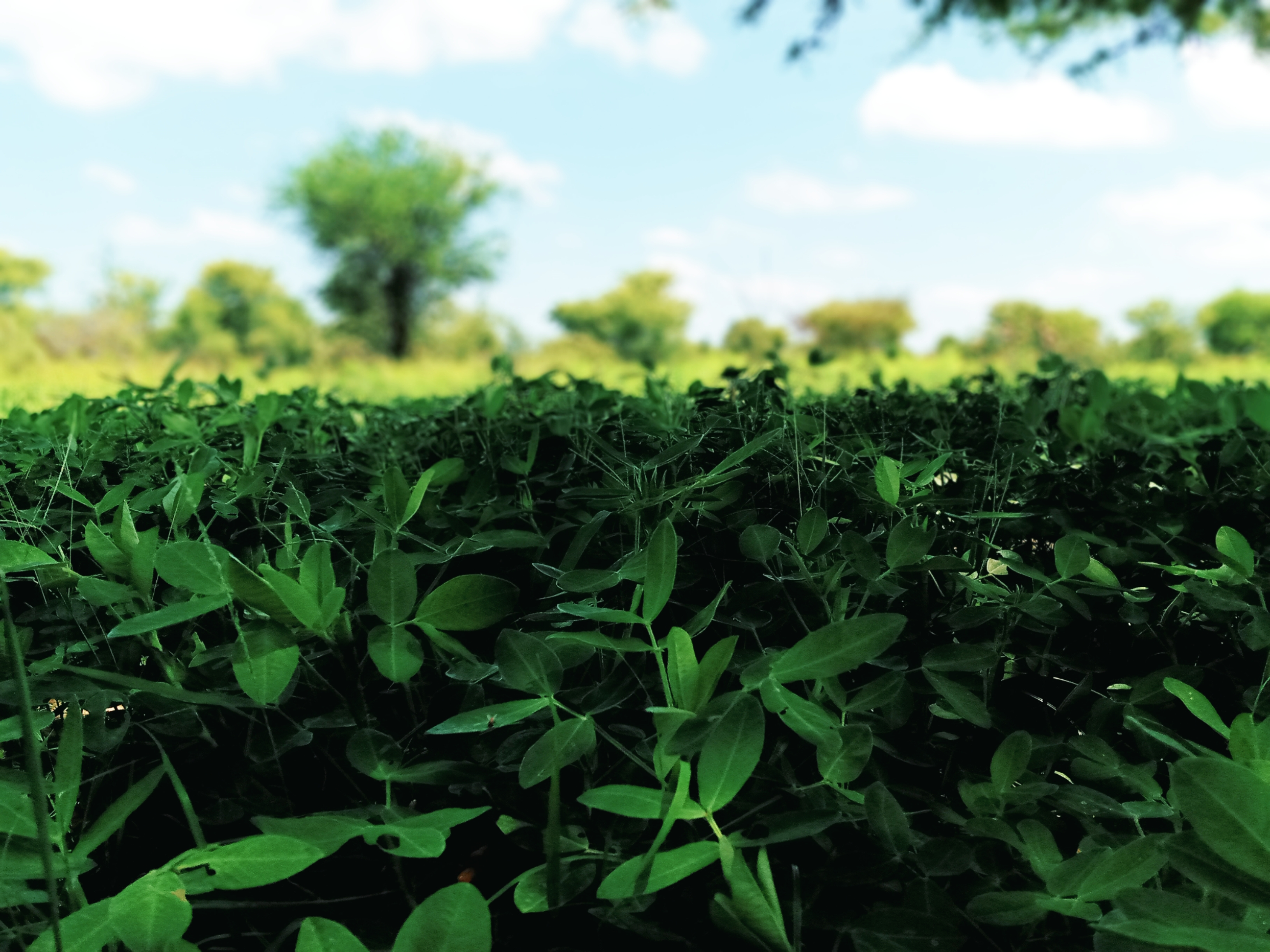
نبات الفول السوداني
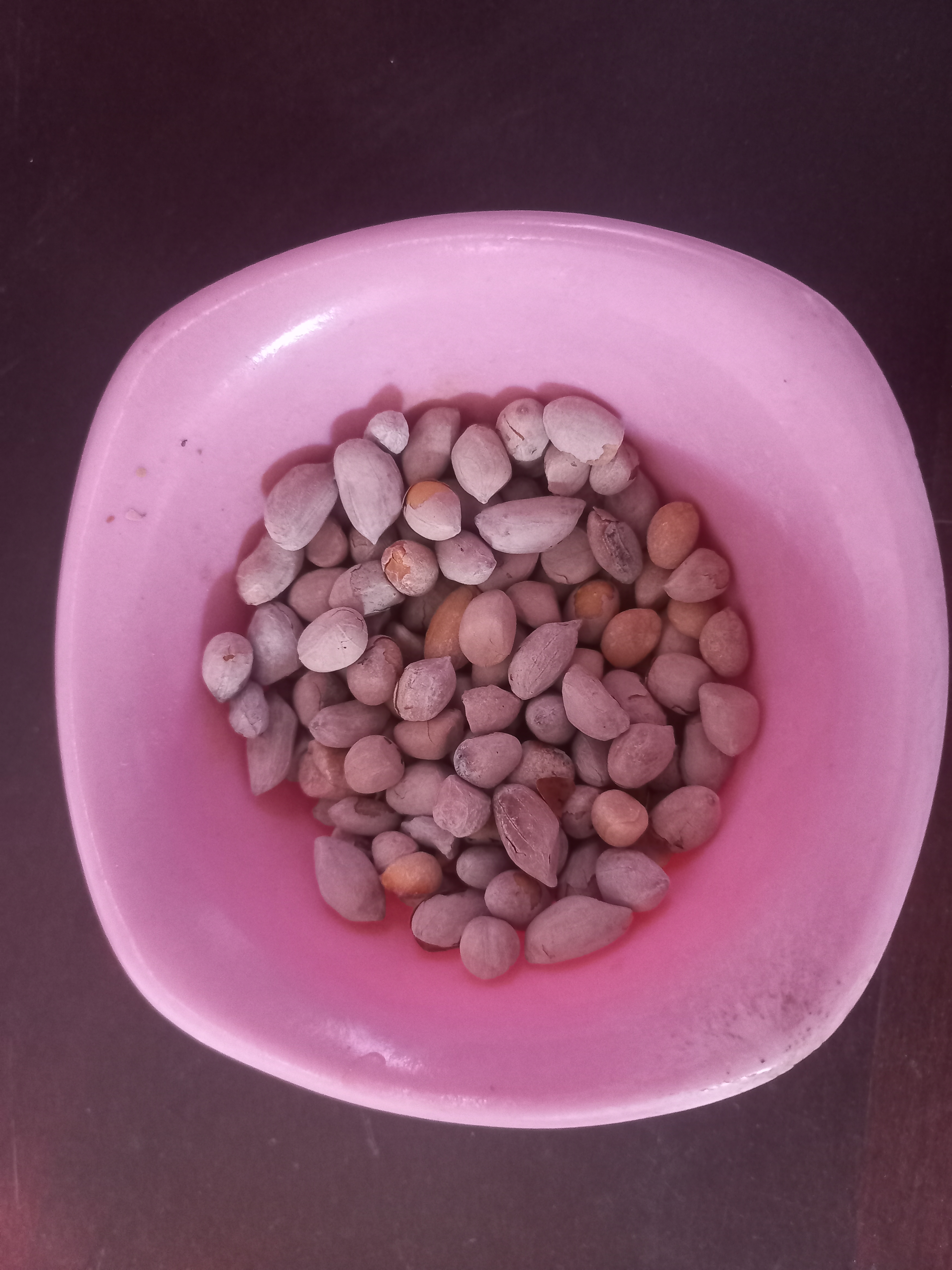
فول سوداني محمّص (مدمّس)
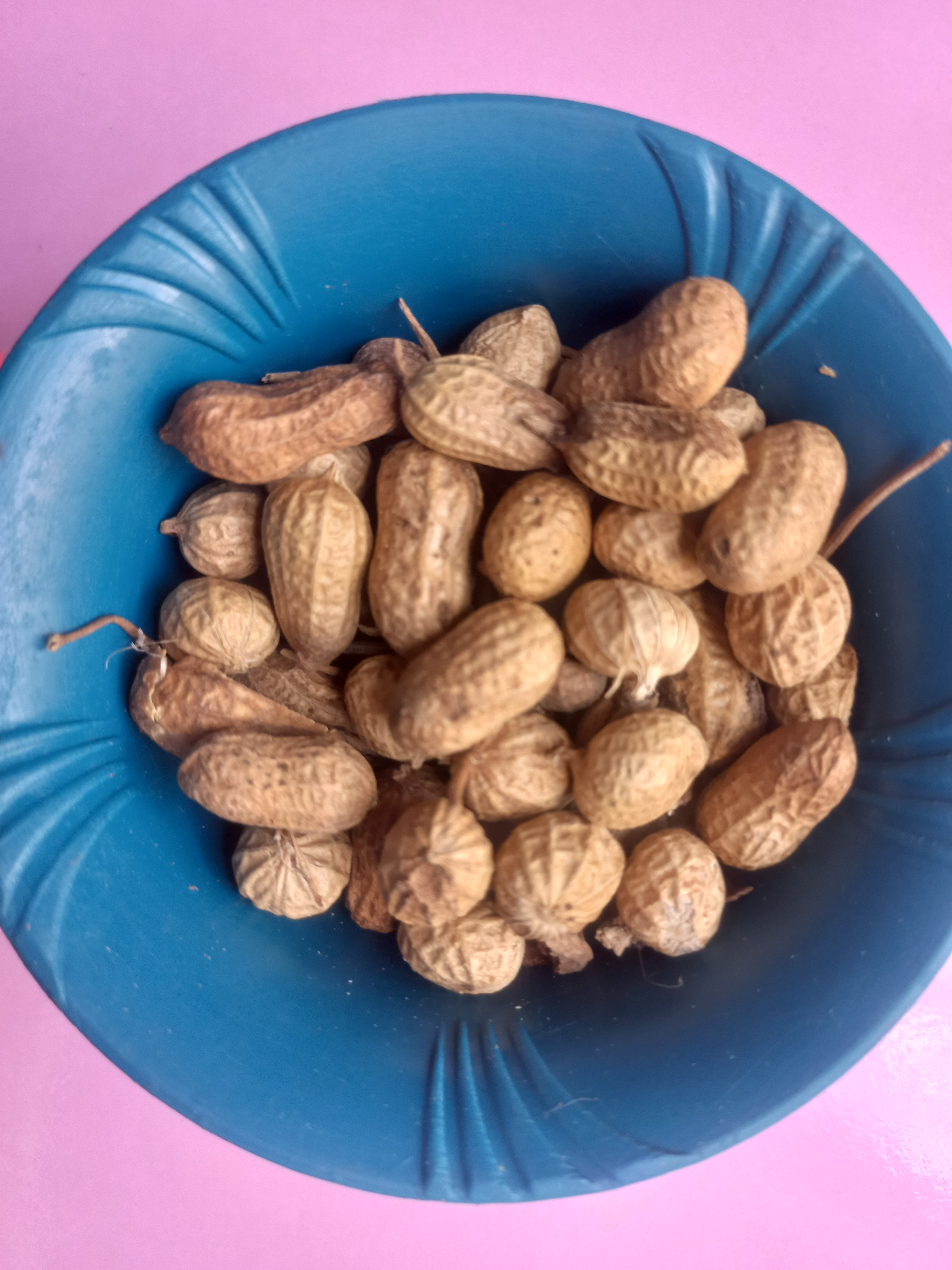
فول سوداني مغلي(مسلوق)
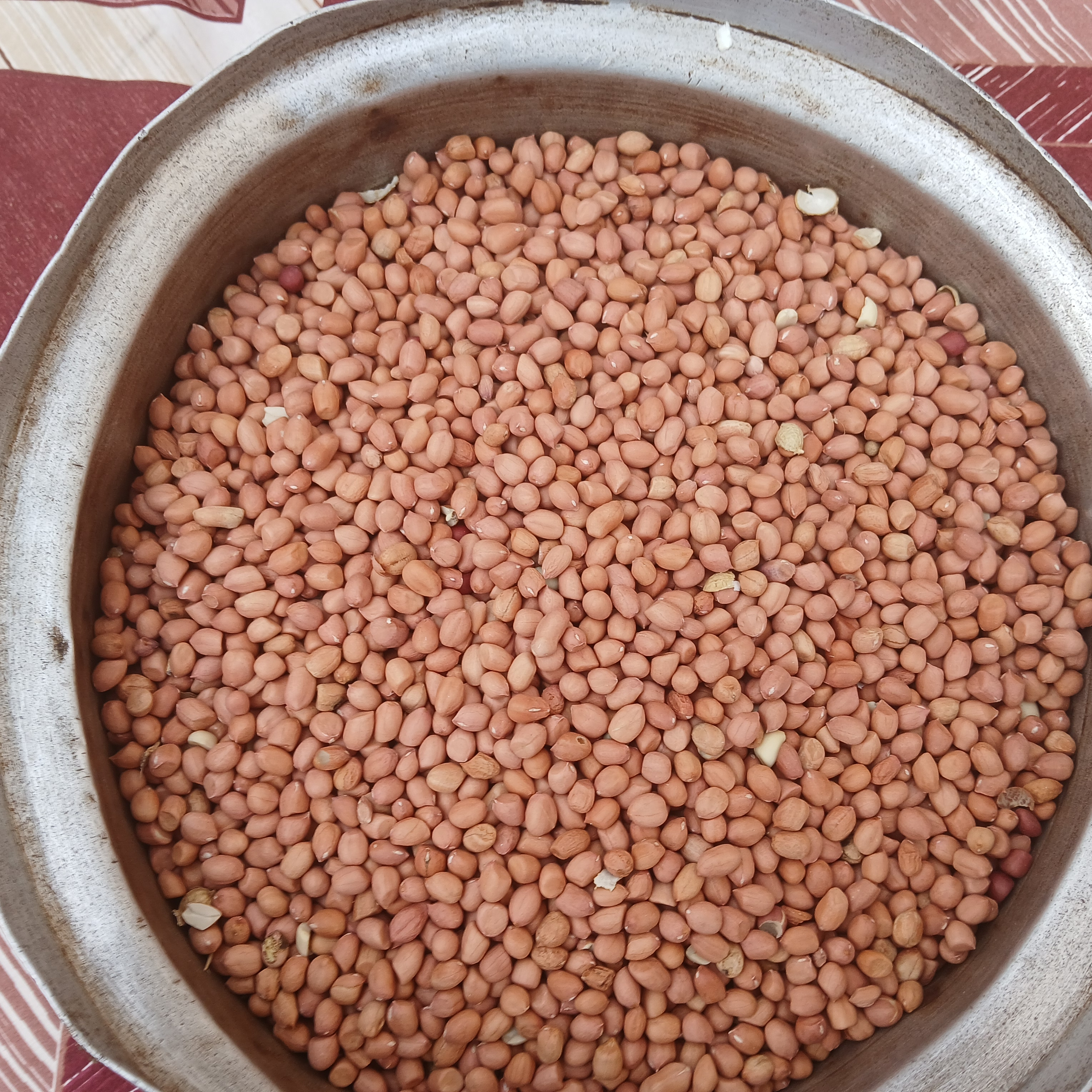
فول سوداني بعد التقشير
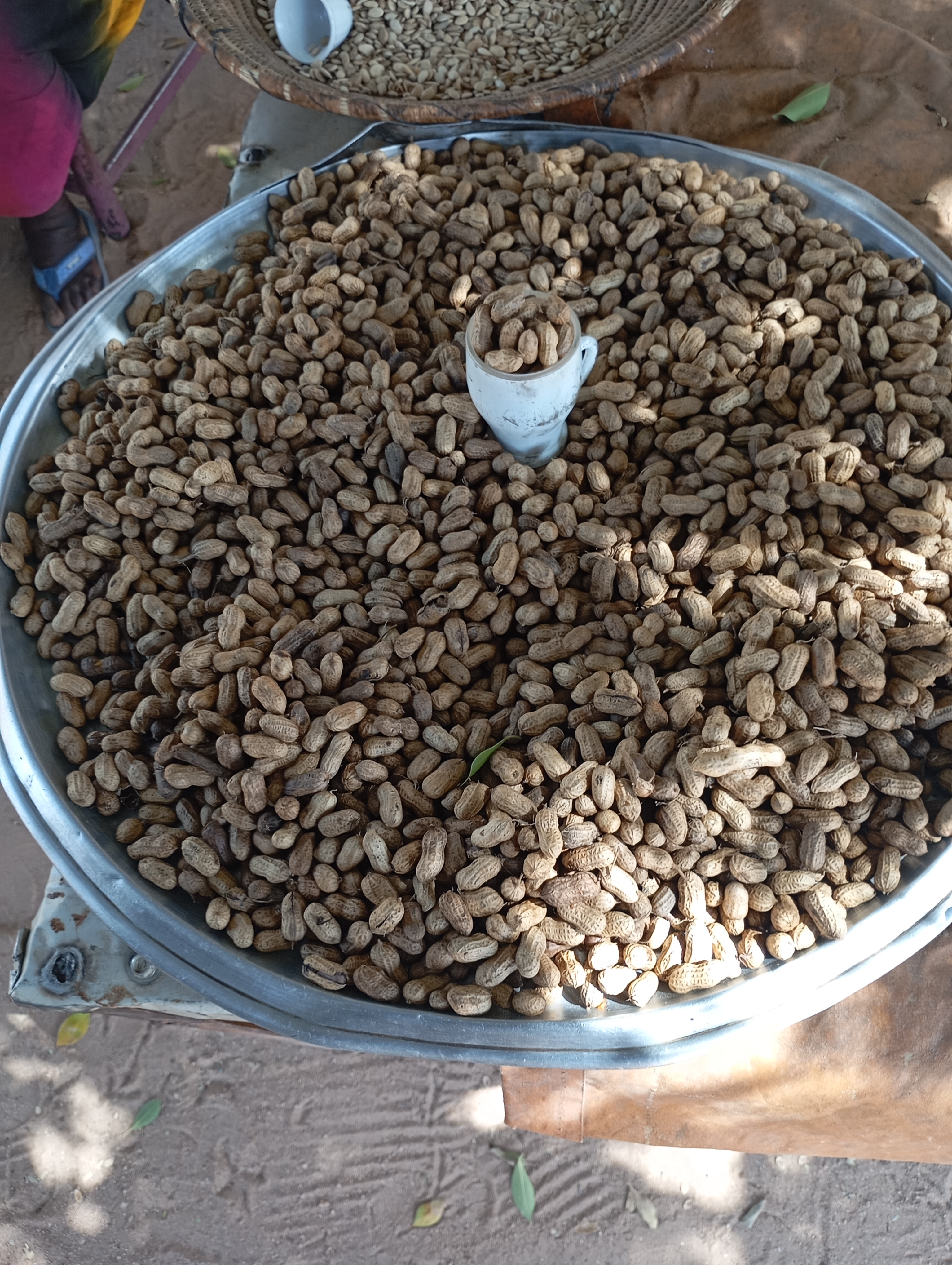
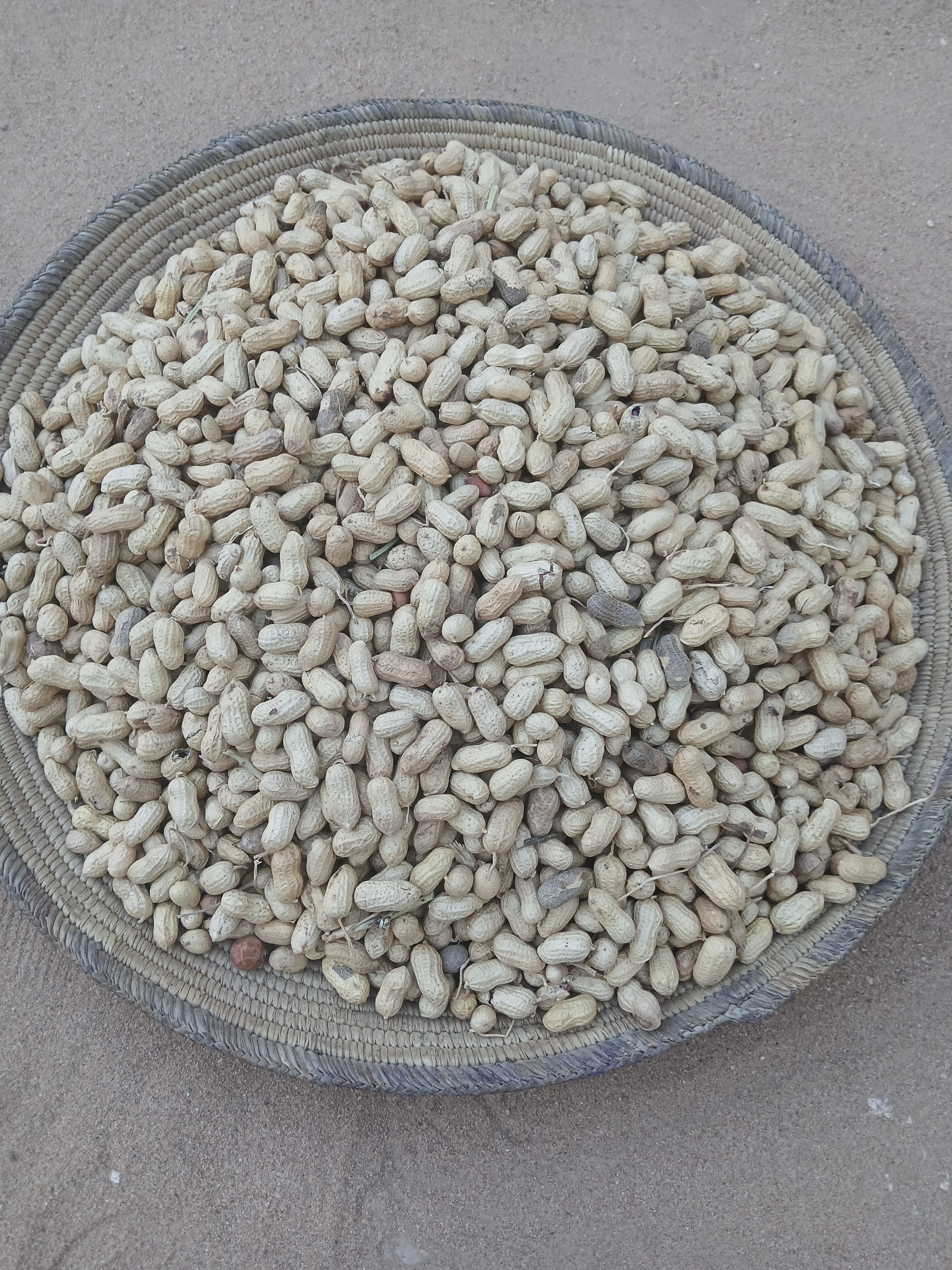